# Pepperstock
Pepperstock – wieś w Anglii, w hrabstwie ceremonialnym Bedfordshire, w dystrykcie (unitary authority) Central Bedfordshire. Leży 32 km na południe od centrum miasta Bedford i 44 km na północny zachód od centrum Londynu.